# یواس‌اس هریس (ای‌پی‌ای-۲)
یواس‌اس هریس (ای‌پی‌ای-۲) (به انگلیسی: USS Harris (APA-2)) یک کشتی بود که طول آن 532 ft 2 in بود. این کشتی در سال ۱۹۲۱ ساخته شد.